# 2031
Cette page concerne l'année 2031  du calendrier grégorien.
2031 est une année commune qui commence un mercredi. C'est la 2031e année de notre ère, la 31e du IIIe millénaire et du XXIe siècle et la 2e de la décennie 2030-2039.

## Autres calendriers
L'année 2031 du calendrier grégorien correspond aux dates suivantes :
- Calendrier berbère : 2980 / 2981
- Calendrier chinois : 4728 / 4729 (le Nouvel An chinois 4729 de l'année du cochon de métal a lieu le 23 janvier 2031)
- Calendrier hébraïque : 5791 / 5792
- Calendrier indien : 1952 / 1953
- Calendrier musulman : 1452 / 1453
- Calendrier persan : 1409 / 1410
- Calendrier républicain : 239 / 240

## Événements prévus

### Janvier
- Désorbitation et écrasement près du point Nemo de la Station spatiale internationale[1].

### Décembre
- 24 décembre : lancement prévu du télescope spatial ATHENA.

### Dates à préciser
Le film Avatar 5 de James Cameron est censé sortir en 2031.